# James Harden
James Edward Harden (* 26. srpna 1989, Los Angeles, Kalifornie, USA) je profesionální americký basketbalista. V současnosti hraje za Los Angeles Clippers  v basketbalové NBA. V roce 2009 byl draftován týmem Oklahoma City Thunder (jako první hráč draftovaný tímto týmem). Když se v roce 2012 probojoval s týmem Oklahoma City Thunder až do finále západní konference kdy byli poraženi týmem Golden State Warriors (3:4) , byl nečekaně "přeřazen" do týmu Houston Rockets a v roce 2021 si vydupal přestup do Brooklyn Nets kde hrál společně s Kyriem Irvingem a Kevinem Durantem